# 眉疣舟蛛
眉疣舟蛛（学名：Nematogmus stylitus）为皿蛛科疣舟蛛属的动物。分布于日本以及中国大陆的四川等地，多生活于稻丛、茶丛、灌木丛及草丛。该物种的模式产地在日本。